# NMB48 りぃちゃんのがんばり〜な!
『NMB48 りぃちゃんのがんばり〜な!』（エヌエムビーフォーティーエイトりいちゃんのがんばりーな）は、FM滋賀制作のローカルラジオ番組「charge!」内で放送されていた近藤里奈（放送当時NMB48のメンバー）の冠番組。2013年4月9日開始、2016年1月26日終了。

## 概要
当時NMB48のメンバーだった近藤里奈がパーソナリティを務め、毎回NMB48の同僚メンバーをゲストに迎え、番組を進行していた。
近藤がNMB48を卒業するため当番組も降板することになり、2016年1月26日の放送をもって終了。

## 出演者

### パーソナリティ
- 近藤里奈（当時NMB48チームM）

### ゲスト
| 4月  | 9日:第1回                | 24日:第2回          |
| 4月  | 久代梨奈                 | 室加奈子            |
|      |                          |                     |
| 5月  | 14日：第3回              | 28日：第4回         |
| 5月  | 上枝恵美加               | 赤澤萌乃            |
|      |                          |                     |
| 6月  | 11日：第5回              | 25日：第6回         |
| 6月  | 石塚朱莉 小林莉加子      | 石塚朱莉 小林莉加子 |
|      |                          |                     |
| 7月  | 9日：第7回               | 23日：第8回         |
| 7月  | 上西恵 川上礼奈 小谷里歩 | 黒川葉月            |
|      |                          |                     |
| 8月  | 13日：第9回              | 27日：第10回        |
| 8月  | 黒川葉月                 | 渋谷凪咲            |
|      |                          |                     |
| 9月  | 10日：第11回             | 24日：第12回        |
| 9月  | 川上千尋                 | 林萌々香            |
|      |                          |                     |
| 10月 | 8日：第13回              | 22日：第14回        |
| 10月 | 大段舞依                 | 明石奈津子          |
|      |                          |                     |
| 11月 | 12日：第15回             | 26日：第16回        |
| 11月 | 照井穂乃佳               | 井尻晏菜            |
|      |                          |                     |
| 12月 | 10日：第17回             | 24日：第18回        |
| 12月 | 植田碧麗                 | 太田夢莉            |
|      |                          |                     |

| 1月 | 14日:第19回 | 28日:第20回 |
| 1月 | 山内つばさ  | 嶋崎百萌香  |
|     |             |             |
| 2月 | 11日:第21回 | -           |
| 2月 | 石田優美    | -           |
|     |             |             |
| 3月 | 4日:第22回  | 11日:第23回 |
| 3月 | 山尾梨奈    |             |
|     |             |             |